# Italiani (programma televisivo 2001)
Italiani è stato un varietà televisivo andato in onda su Canale 5 dal 22 settembre al 1º dicembre 2001. Fu ideato e condotto da Paolo Bonolis, il quale assunse per la prima volta il ruolo di produttore. Nel nome è ravvisabile il suo celeberrimo saluto all'inizio dei suoi spettacoli. Nonostante sia stato il programma più costoso della televisione italiana (₤ 2.500.000.000 a ogni puntata, per un complessivo di ₤ 27.500.000.000), si rivelò un insuccesso e fu chiuso prima del previsto. Difatti ne erano previste tredici puntate, poi ridotte a undici.
In origine avrebbe dovuto essere trasmesso nello stesso anno su Rai 1, ma in primavera, a causa del probabile sbarco di Bonolis nell'emittente pubblica, il programma fu annullato per motivi politici interni all'azienda, così lui rimase a Mediaset. La sigla era il brano Sembra ieri di Edoardo Bennato, che cantò anche dal vivo quando fu ospite nella prima puntata.
Come produttore, solo ed esclusivamente per essa, Bonolis fondò in società con il veterano nel settore Mario Maffucci l'unica casa di produzione tutta sua, chiamata "La Finale 7".

## Il programma

### Il cast
Italiani fu presentato da Paolo Bonolis, con la partecipazione della sua storica spalla Luca Laurenti, di Erika Bernardi (come gestrice dell'apposito CED) e di cinque top model internazionali: l'israeliana Moran Atias, la italo-brasiliana Gianne Albertoni Vicente, la colombiana Debbie Castañeda Rodríguez, la statunitense Jennifer Driver e la serba Ivana Stanković. Doveva esserci anche il comico Teo Teocoli, il quale però diede forfait e partecipò come ospite solo per le prime due puntate.

### Strutturazione

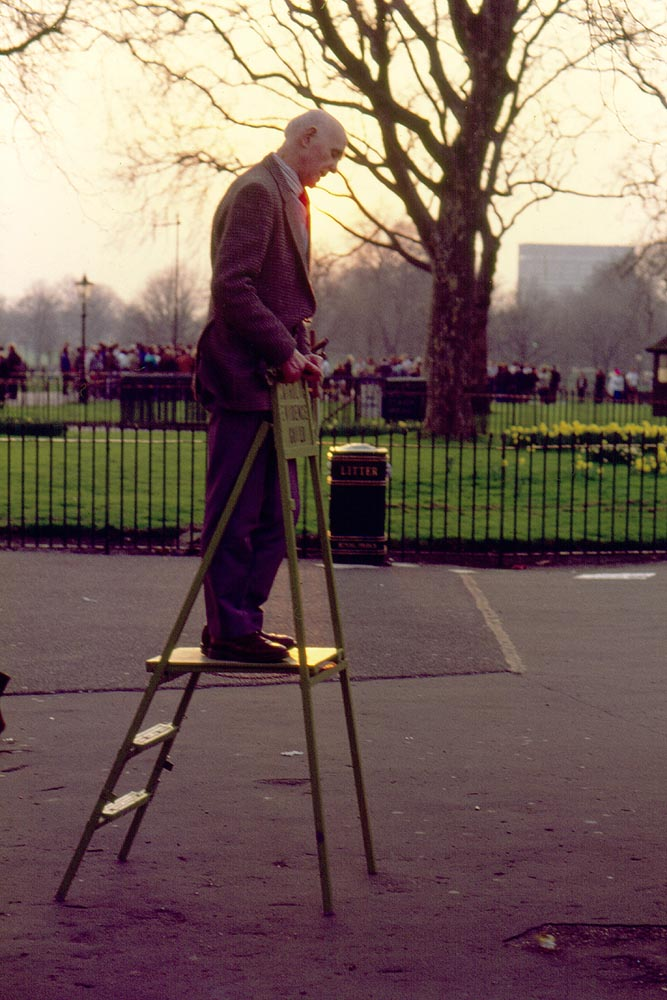
Lo Speakers' Corner

Italiani era un varietà del sabato sera all'insegna dell'imprevedibilità, trasmesso in diretta dallo Studio 4 del CPTV Elios-Titanus a Roma. Si basa sulla rivisitazione in chiave televisiva dei videobox, ma, per farne il suo punto cardine, gli autori traevano ispirazione dal famoso angolo verde di Hyde Park a Londra dello Speakers' Corner, con l'aggiunta collaudata di show storici della televisione italiana; c'erano tra questi Portobello, La corrida e I cervelloni (quest'ultimo in passato condotto dallo stesso Bonolis). Il tutto concependolo come un "vox populi televisivo", un luogo dove qualsiasi persona in studio poteva fare di tutto: esprimere una propria opinione, raccontare una storia, mostrare il proprio talento, protestare.
In più era presente un gioco ufficiale misto tra Giochi senza frontiere e il Lotto, a cui partecipavano 90 concorrenti, rappresentanti in ognuno di loro gli stereotipi dell'italiano medio (seguendo le logiche della trasmissione). In quel gioco, i concorrenti erano pronti a superare varie prove di abilità e si dava anche la possibilità, al pubblico da casa, di vincere un ricco montepremi di ₤ 500.000.000 tramite gli SMS; per farlo dovevano scommettere e indovinare tra quelli in gara i numeri fortunati, abbinati tra il primo, il secondo e il terzo classificato (la "trina").
Solo nella prima puntata, vi erano dei collegamenti con tre piazze in tre città italiane, dove chiunque poteva dire e fare (attraverso appunto i videobox) tutto quello che voleva senza censura; le città scelte furono Subiaco, Teano e Riccione. E infine le partecipazioni di vari ospiti naturalmente italiani, come cantanti, giornalisti, eccetera.

## Il gioco dei 90 concorrenti
Costituito principalmente da quattro prove "fisiche" (le prime tre sono iniziali mentre l'ultima finale), più una prova provvisoria detta "mentale". Nelle prime cinque puntate, sia la seconda sia la terza prova iniziale si svolgevano nell'Arena (ricostruita come un antico anfiteatro), mentre invece quella mentale e fisica finale in studio. Dalle ultime sei puntate, tutte le prove vennero fatte direttamente in studio.
Dopo ogni prova fisica iniziale, le Top estraevano a sorte cinque numeri corrispondenti ai cinque concorrenti ripescati e scelti per la prova mentale, però, a partire dalla quinta puntata con l'abolizione di cotale prova, essi venivano ripescati e continuati automaticamente in tre. Le estrazioni dei concorrenti avvenivano durante l'indossamento di magliette bagnate nella doccia da parte delle Top (ma anche di modelli).

### Prove fisiche iniziali

#### 1ª prova
Prova fissa consistente ne L'imbutone, ove i 90 concorrenti cercavano di raggiungere bendati lo studio del programma, e solo 21 di loro che ci riescono passavano alla seconda prova. Una volta partiti da fuori dovevano superare, prima una duna di sabbia e poi entrare nei tre ingressi che conducevano all'imbutone (un tunnel), ma uno solo era quello giusto. Essi una volta entrati lo percorrevano evitando due soli ostacoli disseminati, e arrivavano alla meta tramite un piccolo pertugio posto alla fine.

#### 2ª prova
Questa prova variava a seconda delle puntate, dove i primi 12 tra i 24 concorrenti che la superano passavano alla terza prova.
- La ragnatela: anche in questa prova loro erano sempre bendati, però stavolta dovevano attraversare un lungo groviglio di corde, per poi arrivare a sedersi su un gruppo di sedie. Presente nella seconda e quarta puntata;
- La trappola: essa era ambientata in due spesse aree rettangolari, equivalenti a dodici concorrenti per area. Loro dovevano raggiungere l'altra parte dell'area, due alla volta, saltando sugli esatti spazi bianchi. Venivano eliminati quelli che finivano e cadevano su quelle sbagliate. Presente nella terza e quinta puntata;
- La sbarra: stesse regole come nella prova fisica finale. Presente dalla sesta all'ottava puntata;
- La vasca: in studio c'erano tre vasche piene di sapone e occupate da persone, sotto le quali vi sono nascoste delle chiavi di vario colore. Svolgente in andata e ritorno i 12 concorrenti, dopo aver ballato a ritmo di musica, dovevano prima cercare di trovare la chiave col colore giusto nelle vasche, e poi si posizionano velocemente su delle sedie. Presente dalla nona all'undicesima puntata.

#### 3ª prova
Come la seconda anch'essa variava a seconda delle puntate, e passavano alla prova finale soltanto i cinque che la superano.
- Il muro di burlino: presente nelle prime cinque puntate, i 16 concorrenti cercavano di fissare più in alto la loro mattonella numerata su un grande muro adesivo, rincorrendo e saltando dal trampolino elastico per rimanere attaccati al medesimo;
- La caccia: i 12 concorrenti erano bendati (come nella prima prova e ne "La ragnatela"), e usando il loro tatto dovevano cercare di sdraiarsi sui letti, già occupati casualmente da cinque belli e sette brutti. Superavano la prova solo quelli che sono con i belli. Questa prova era presente nelle ultime sei puntate.

### Prova fisica finale
Gli otto concorrenti superstiti affrontavano questa prova intitolata La sbarra, nella quale cercavano di resistere rimanendo appesi a dei trapezi, fino a quando non cedono e cadono in piscina. Gli ultimi tre caduti sono i vincitori della puntata e ricevevano come premio:
- 1º posto: medaglia d'oro più ₤ 5.000.000;
- 2º posto: medaglia d'argento più ₤ 3.000.000;
- 3º posto: medaglia di bronzo più ₤ 1.000.000.

### Prova mentale
Essa era fissamente presente solo nelle prime quattro puntate, nella quale i concorrenti rispondevano a turno a un semplice quesito fatto da Bonolis, dove automaticamente i due che sbagliavano venivano eliminati e gli altri tre continuavano con il gioco. I quesiti erano suddivisi in tre parti:
- 1ª parte: i concorrenti cantavano brevemente e senza base musicale una canzone legata a un artista o ad gruppo italiano;
- 2ª parte: il conduttore lanciava una parola (es: "Il buco"), e loro dovevano dire un oggetto, una parte, ecc. fatta con quella parola. Inoltre dovevano anche dire un proverbio;
- 3ª parte: in quest'ultima parte i concorrenti, nelle prime tre puntate, cercavano di individuare due monete (rappresentate dal logo del programma) nascoste casualmente sotto cinque bicchieri. Nella quarta puntata dovevano invece scegliere la persona maschile dotata di parrucca.

NOTA: la terza parte della prova era presente, per l'ultima volta, anche nella quinta puntata, consistente sempre nella scelta della persona con una caratteristica, ma questa volta era la femmina con indosso la culotte.

### Lista dei 90 concorrenti
Di seguito sono elencati i "nomi" di tutti i partecipanti al gioco ufficiale, provenienti da tutta Italia, che si basavano sui numeri napoletani de La smorfia. Molti di loro avevano mantenuto quelli originali, mentre pochi venivano modificati per adattarli come stereotipi.
Inizialmente, i concorrenti nelle prime cinque puntate furono misti, mentre nelle ultime sei puntate venivano suddivisi in varie categorie specifiche.
1. "L'Italia"
2. "La bambina"
3. "La gatta"
4. "Il maiale"
5. "La mano"
6. "Guarda a terra"
7. "Il vaso di Creta"
8. "Incudine e martello"
9. "La figliolanza"
10. "I fagioli"
11. "I topolini"
12. "I soldati"
13. "Fiasco e candela"
14. "L'ubriacone"
15. "Il ragazzo"
16. "Il capitano di vascello"
17. "La disgrazia"
18. "Il cuore"
19. "La risata"
20. "La festa"
21. "La donna nuda"
22. "Il pazzo"
23. "Bocca d'Ercole"
24. "Le guardie"
25. "Natale"
26. "Astolfo"
27. "Il vaso da notte"
28. "I seni"
29. "Il padre di famiglia"
30. "Le palle del tenente"
31. "Il padrone di casa"
32. "Il capitone"
33. "Gli anni di Cristo"
34. "Il teschio"
35. "L'uccellino"
36. "Le nacchere"
37. "Il monaco"
38. "Le sberle"
39. "La fune al collo"
40. "L'osteria"
41. "Il coltello"
42. "Il caffè"
43. "La donna al balcone"
44. "Le carceri"
45. "Il vino buono"
46. "I soldi"
47. "Il morto"
48. "Morto che parla"
49. "L'innamorata"
50. "Il pane"
51. "Il giardino"
52. "La mamma"
53. "Il nonno"
54. "Il cappello"
55. "La musica"
56. "La caduta"
57. "Il gobbetto"
58. "Il fagotto"
59. "I peli"
60. "Il cervo che fugge"
61. "Il cacciatore"
62. "L'assassinato"
63. "La sposa"
64. "La marsina"
65. "Il pianto"
66. "Le due zitelle"
67. "Polipo nella chitarra"
68. "La minestra cotta"
69. "Sottosopra"
70. "Il palazzo"
71. "Il porcospino"
72. "La meraviglia"
73. "L'ospedale"
74. "La grotta"
75. "Pulcinella"
76. "La fontana"
77. "I diavoletti"
78. "La bella figliola"
79. "Il mariuolo"
80. "La bocca"
81. "I fiori"
82. "La tavola imbandita"
83. "Il maltempo"
84. "La chiesa"
85. "Le anime del Purgatorio"
86. "La bottega"
87. "I pidocchi"
88. "I caciocavalli"
89. "La vecchia"
90. "La paura"

NOTA 1: i 90 concorrenti erano vestiti da spermatozoi nelle prime cinque puntate.
NOTA 2: solo nella quarta e quinta puntata, tre concorrenti su 90 furono sostituiti da dei VIP: Pasquale Africano-Antonella Mosetti-Carmen Russo nella quarta, e Samantha De Grenet-Jimmy Ghione-Wendy Windham nella quinta.

## Il gioco telefonico
Ereditato da Tira & Molla era il secondo e ultimo gioco di Italiani, rivolto al solo pubblico da casa, nel quale Bonolis poneva ai chiamanti cinque domande che valgono per ogni risposta esatta ₤ 1.000.000, per un totale di ₤ 5.000.000. Nelle prime puntate le domande riguardavano l'Italia o gli italiani, mentre nelle successive dovevano indovinare un cantante, il titolo di una canzone o una caratteristica di entrambi.
Dopo aver dato le risposte, Bonolis li introduceva a scegliere una delle due porte, di colore argento e oro, dietro le quali si celavano due personaggi: il cinese Chang Ran Qu e la tirolese Pia Telander (che rispettivamente facevano aumentare o dimezzare l'accumulo). Infine, il valore di aumento e diminuzione variava solo in base a quante di quelle risposte sono state date.

## L'insuccesso
Esordendo col buon risultato di 4.521.000 telespettatori e il 25,70% di share, il sabato 22 settembre 2001, Italiani avrebbe dovuto bissare il successo di Ciao Darwin. Teo Teocoli, previsto come membro del cast con le sue parodie e le sue imitazioni, se ne andò dopo la seconda puntata, e con non poche polemiche. Addirittura ancor prima di andare in onda venne accusata di volgarità.
Il programma risultò un flop, surclassato dal varietà di Rai 1 abbinato alla Lotteria Italia Torno sabato, presentato da Giorgio Panariello. Vari furono i tentativi di risollevare gli ascolti: collegamenti in una puntata con la "Casa" del Grande Fratello (allora riconfermato con la sua seconda edizione), modifiche al gioco ufficiale e ospiti più famosi.
Fu infine chiuso all'undicesima puntata e, il sabato successivo alla sua chiusura, su Canale 5 veniva trasmesso uno speciale di attualità del TG5 in formato settimanale, curato e condotto da Enrico Mentana chiamato Nel centro del mirino.. In una intervista del 2014, Paolo Bonolis ammise sotto metafora che Italiani è uno dei peggiori programmi che abbia ideato e condotto nella sua carriera.

## Gli spot
Italiani fu preannunciato da 35 spot estivi demenziali (tutti prodotti da Bonolis stesso), in cui venivano prese in giro le cartoline dell'Italia mandate in onda dalla Rai durante l'intervallo negli anni sessanta-settanta. Essi erano caratterizzati dai "doppi sensi", cioè che furono accostate (come nell'originale) alcune città e/o località italiane ma con dei personaggi, come ad esempio:
- Versione 1 - Lucca [Italia] = "Luca" [Italiani: il co-conduttore Luca Laurenti], Bono (SS) [Italia] = "Bonolis" [Italiani: il conduttore Paolo Bonolis], Patti (ME) [Italia] + Chiari (BS) [Italia] = "Amicizia Lunga" [Italiani: Bonolis e Laurenti abbracciati];
- Versione 2 - Lucca [Italia] = "Luca" [Italiani: il co-conduttore Luca Laurenti], Bono (SS) [Italia] = "Bonolis" [Italiani: il conduttore Paolo Bonolis], Trepalle (SO) [Italia] = "Quattropalle" [Italiani: Bonolis e Laurenti con facce modeste];
- Versione 3 - Lucca [Italia] = "Luca" [Italiani: il co-conduttore Luca Laurenti], Bono (SS) [Italia] = "Bonolis" [Italiani: il conduttore Paolo Bonolis], Vinci (FI) [Italia] = "Vincerete" [Italiani: Bonolis e Laurenti eccitati];
- Lugo Vicentino (VI) [Italia] = "Luca Romanista" [Italiani: Laurenti tifoso della Roma], Palo Laziale (RM) [Italia] = "Paolo Interista" [Italiani: Bonolis tifoso dell'Inter], Traversa (FI) [Italia] = "GOL!" [Italiani: Bonolis e Laurenti che esultano];
- Otricoli (TR) [Italia] + Anticoli (RM) [Italia] = "Teocoli" [Italiani: Teo sia da bambino che da adulto];
- Biella [Italia] + Gnocca (RO) [Italia] = "Bella Gnocca" [Italiani: la bionda Gianne Albertoni Vicente], Belvedere (SR) [Italia] + Bellavista (NA) [Italia] = "Belvedere & Bellavista" [Italiani: la mora Debbie Castañeda Rodríguez].

## Gli ascolti
| Puntata | Data              | Telespettatori | Share  | Ospiti                                                           |
| ------- | ----------------- | -------------- | ------ | ---------------------------------------------------------------- |
| 1       | 22 settembre 2001 | 4.521.000      | 25,70% | Teo Teocoli, Aldo Giovanni e Giacomo, ed Edoardo Bennato         |
| 2       | 29 settembre 2001 | 3.195.000      | 15,89% | Teo Teocoli                                                      |
| 3       | 6 ottobre 2001    | 3.481.000      | 18,28% | Emilio Fede e Massimo Giuliani                                   |
| 4       | 13 ottobre 2001   | 3.676.000      | 18,23% | Pietro Taricone e Massimo Ranieri                                |
| 5       | 20 ottobre 2001   | 3.704.000      | 17,79% | Gigi D'Alessio, Walter Zenga, Gianni Fantoni e Gabriella Germani |
| 6       | 27 ottobre 2001   | 3.464.000      | 16,69% | La Premiata Ditta, Gai Mattiolo e Girolamo Panzetta              |
| 7       | 3 novembre 2001   | 3.838.000      | 18,34% | Enrico Montesano e Irene Grandi                                  |
| 8       | 10 novembre 2001  | 3.575.000      | 17,00% | Enrico Brignano e Nino D'Angelo                                  |
| 9       | 17 novembre 2001  | 3.111.000      | 14,77% | Franco Califano, Selen e Massimo Ranieri                         |
| 10      | 24 novembre 2001  | 3.006.000      | 14,34% | I Pooh                                                           |
| 11      | 1º dicembre 2001  | 2.951.000      | 14,21% | Bruno Conti                                                      |
| Media   |                   |                |        |                                                                  |